# Municipio de Rich Mountain
El municipio de Rich Mountain (en inglés: Rich Mountain Township) es un municipio ubicado en el condado de Polk en el estado estadounidense de Arkansas. En el año 2010 tenía una población de 140 habitantes y una densidad poblacional de 1,66 personas por km².

## Geografía
El municipio de Rich Mountain se encuentra ubicado en las coordenadas 34°41′53″N 94°21′55″O / 34.69806, -94.36528. Según la Oficina del Censo de los Estados Unidos, el municipio tiene una superficie total de 84.21 km², de la cual 84,18 km² corresponden a tierra firme y (0,04 %) 0,03 km² es agua.

## Demografía
Según el censo de 2010, había 140 personas residiendo en el municipio de Rich Mountain. La densidad de población era de 1,66 hab./km². De los 140 habitantes, el municipio de Rich Mountain estaba compuesto por el 93,57 % blancos, el 0,71 % eran afroamericanos, el 2,14 % eran amerindios, el 1,43 % eran de otras razas y el 2,14 % eran de una mezcla de razas. Del total de la población el 0 % eran hispanos o latinos de cualquier raza.